# Sodankylä flygplats
Sodankylä flygplats (finska: Sodankylän lentokenttä) är en flygplats i Finland.   Den ligger i den ekonomiska regionen Norra Lappland och landskapet Lappland, i den norra delen av landet, 800 km norr om huvudstaden Helsingfors. Flygplatsen ligger 183 meter över havet.
Flygplatsen upprätthålls av Sodankylä kommun och används bland annat av räddningshelikoptrar, privatflyg och flygning för geologiska uppdrag. Läkarhelikoptern Aslak har sin bas här. Flygplatsen används även för forskning och testning.
Flygplatsen togs i bruk i början av 1940-talet, då som mellanlandningsplats för rutten till Petsamo. Från 1966 har verksamheten på flygplatsen varit mångsidig. En 1100 meters grusbelagd landningsbana med ljus färdigställdes 1975. Den förlängdes till 1500 m och asfalterades 1989. Samma år byggdes stationshuset.
Terrängen runt Sodankylä flygplats är platt. Trakten runt flygplatsen är glest befolkad, med mindre än två invånare per kvadratkilometer. Närmaste större samhälle är Sodankylä, 2,5 km norr om flygplatsen. 
Trakten ingår i den boreala klimatzonen. Årsmedeltemperaturen i trakten är (beräknat enligt marktemperatur) −4 °C. Den varmaste månaden är juli, då medeltemperaturen är 14 °C, och den kallaste är januari, med −18 °C.